# VIA Nano
VIA Nano jsou 64bitové procesory společnosti VIA Technologies určené do mobilních zařízení vyžadující nízkou spotřebu energie, například netbooky (odběr první generace Nano byl 25 W TDP na 1,8 GHz ). Byly oznámeny pod kódovým jménem Isaiah a v roce 2004  a uvedeny 29. května 2008  jako konkurence procesoru Intel Atom. NVidia v roce 2009 oznámila, že s tímto procesorem bude jako s alternativou Atomu počítat pro vývoj své platformy Nvidia ION.
V listopadu 2011 VIA vypustila na trh dvoujádrové procesory Nano X2 vyráběné 40nm procesem s podporou SSE4 instrukcí. Na tomto procesoru taktéž založila čtyřjádrový procesor Nano QuadCore, který sestává ze dvou spojených procesorů Nano X2, byl zde tedy použit podobný koncept jako v případě prvních čtyřjádrových procesorů Intelu, Core 2 Quad. Nicméně v roce 2013 VIA plánuje vydání nového, již monolitického čtyřjádrového procesoru vyrobeného 28nm technologií.

## Vlastnosti
- Superskalární architektura
- Podpora MMX, SSE, SSE2, SSE3, SSE3, SSE4 (Nano 3000), SSE4.1 (Nano X2)
- Podpora pro ECC
- Podpora virtualizace kompatibilní s Intelem
- 32 kB L1 cache a 512 kB L1 cache (Nano)
- 64 kB L1 cache a 1 MB L2 cache (Nano X2)
- Pinově kompatibilní s VIA C7 a VIA EDEN
- Ze staršího modelu C7 převzata technologie úspory energie TwinTurbo a hashovací a šifrovací technologie PadLock

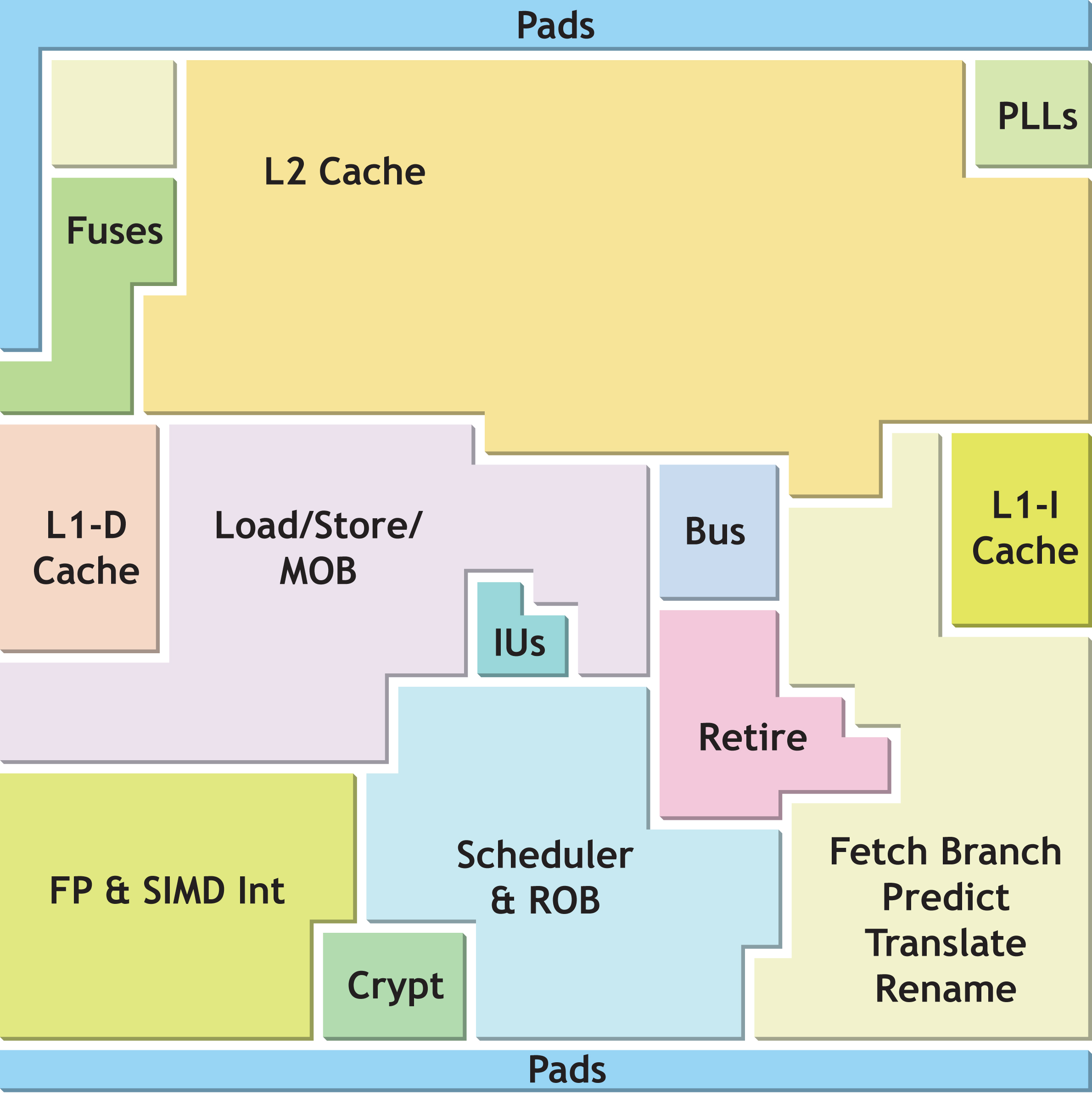
Blokový diagram architektury procesoru